# Gerechtshof Arnhem-Leeuwarden
Het Gerechtshof Arnhem-Leeuwarden is een Nederlands gerechtshof dat zaken van de rechtbank Midden-Nederland, Noord-Nederland, Gelderland en Overijssel in hoger beroep behandelt. Het ressort omvat de provincies  Groningen, Friesland, Drenthe, Utrecht, Overijssel, Flevoland en Gelderland en een deel van Noord-Holland (het Gooi), en is daarmee verreweg het grootste ressort sinds de herziening van de gerechtelijke kaart op 1 januari 2013.
Het hof heeft zijn hoofdlocaties in het Paleis van Justitie van Arnhem en Leeuwarden. Het gerechtsbestuur zetelt in Arnhem.
Naast belasting-, dagvaardings-, rekest- en strafzaken behandelt het gerechtshof Arnhem-Leeuwarden met uitsluiting van de andere hoven in appel geschillen in pachtzaken, zaken op het gebied van penitentiair recht (onder andere verlening van tbs en beslissingen over uit- of afstel van vervroegde invrijheidsstelling) en Mulderzaken. Ook heeft het als enig hof een militaire kamer.
De voorgestelde grootte van het ressort (het omvat 7 van de 12 provincies) leidde tot kritiek onder juristen. De Nederlandse Vereniging voor Rechtspraak merkte op dat de door de wetgever als uitgangspunt genomen schaalverkleining door de grootschaligere organisatie niet bereikt zou worden, onder de gerechten noch onder het parket. De vereniging merkte tevens op dat de productiviteit met 25% zou dalen. Ook zou het aantal bestuurszaken in Leeuwarden en Assen afnemen omdat rechters, ondersteunend personeel en medewerkers van het parket in verband met kostenoverwegingen minder bereid zullen zijn om van hun kantoorlocaties (waarvan het aantal wordt teruggebracht) naar die zittingsplaatsen af te reizen en zaken daar aan te brengen.

## Zittingsplaatsen
Het Hof heeft twee hoofdvestigingen, in Arnhem en Leeuwarden, waar het overgrote deel van de zaken wordt behandeld. Het Hof kan daarnaast zitting houden in Groningen, Assen, Zwolle, Almelo, Lelystad, Utrecht en Zutphen. Structureel houdt het Hof, naast Leeuwarden en Arnhem, zitting in Zwolle. Wegens grote achterstanden bij het Hof komt daar in 2018 Utrecht bij, waar dan zaken behandeld gaan worden door raadsheren uit Amsterdam. Nog niet zo lang geleden was Utrecht juist overgeheveld van Amsterdam naar Arnhem omdat in Amsterdam de achterstanden te hoog waren opgelopen.